# CFBD J0059-01
CFBD 0059-01 (= CFBDS J005910-011401) is een bruine dwerg met een spectraalklasse van T8.5. De ster bevindt zich 30,1 lichtjaar van de zon.